# Брошенный умирать
«Брошенный умирать» (англ. Left for Dead) — канадский слэшер 2007 года режиссёра Кристофера Харрисона, и также это дебютный фильм для киностудии Mindscape Films. Фильм похож на серию фильмов о серийном убийце Майкле Майерсе «Хэллоуин» режиссёра Джона Карпентера. Фильм рассказывает о убийце в маске, который мстит студентам колледжа после несчастного случая.

## Сюжет
Студенты канадского города каждый год на Хэллоуин уезжали подальше от дома для того чтобы весело провести время, но на этот раз незваный гость приходит в гости. Он носит маску Хэллоуина и получает удовольствие убивая людей своим мачете.
Томми стал свидетелем убийства своего друга Фредди, но полиция, ни его друзья не поверили ему, к тому же, труп исчезает. Томми попадает под подозрение, а тем временем убийства продолжаются.

## В ролях
- Даниэль Харрис — Нэнси
- Стив Байерс — Томми
- Шон Робертс — Кларк
- Робби Амелл — Блэр
- Бойд Бэнкс — Майкл Лимбернер
- Даниэль Кларк — Брейди
- Ахмед Дирани — Мика / человек в маске
- Джон Брегар — Фредди
- Ребекка Дэвис — Таня
- Наоми Хьюэр — Кара
- Ленка Матушка — Карен
- Дженей Армоган — Шари
- Эмили Райли — Кортни

## Производство
Фильм был снят в канадском городе Гамильтон, Онтарио.

## Релиз
Впервые был показан на фестивале «Красная кровь» в Буэнос-Айресе. Показан на канадском телевидении 6 октября 2009 года. В Германии был выпущен 16 октября 2009 года на DVD. В Австралии фильм вышел в 2010 году.